# Jeanne Lanvin
Jeanne-Marie Lanvin (Paris, 1 de janeiro de 1867 – Le Vésinet, 6 de julho de 1946) foi uma estilista francesa. A empresa de moda que leva seu sobrenome foi fundada em 1909 e é uma grife conhecida internacionalmente.

## Biografia
Jeanne Lanvin foi aprendiz de costureira e, mais tarde, chapeleira, profissão com a qual iniciou seu pequeno negócio em Paris. Jeanne Lanvin casou-se em 1895 com o Conde Emilio De Pierto, um nobre de origem italiana, com quem teve sua única filha Marguerite di Peietro (1897–1958). Lanvin e Pietro divorciaram-se em 1903. Em 1907 ela casou-se com Xavier Melet, um jornalista francês.
Jeanne Lanvin abriu seu próprio negócio, uma chapelaria, em 1889 em Paris. Com o nascimento de sua filha, Marguerite, Lanvin começa a desenhar vestidos para a menina. Logo suas clientes se interessam pelos trajes de Jeanne e passam a fazer encomendas para suas filhas. Com o tempo, Lanvin começa a vestir também as mães, até que em 1909 a Maison Lanvin é oficialmente fundada e passa a integrar o Chambre Syndicale de la Haute Couture (sindicato da Alta-Costura).

## Histórico da empresa
Depois da morte de madame Lanvin em 1946, a direção da casa passou para sua filha Marguerite di Pietro e posteriormente o cargo foi ocupado por Antonio Castillo, que desde sua primeira coleção, apresentada em 1951, seguiu sempre de perto o estilo da fundadora. Quando Castillo deixou a Maison, em 1962, para abrir seu próprio negócio, foi sucedido por Jules François Crahay, que vinha do ateliê de Nina Ricci.

## Galeria

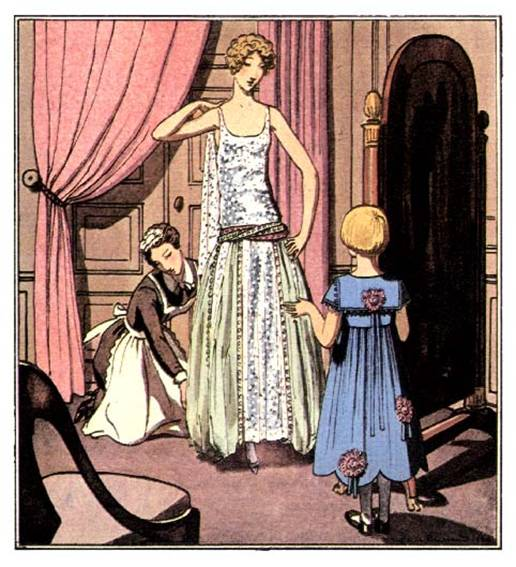
Ilustração na La Gazette du Bon Ton, 1922, "Deux modèles de Jeanne Lanvin".
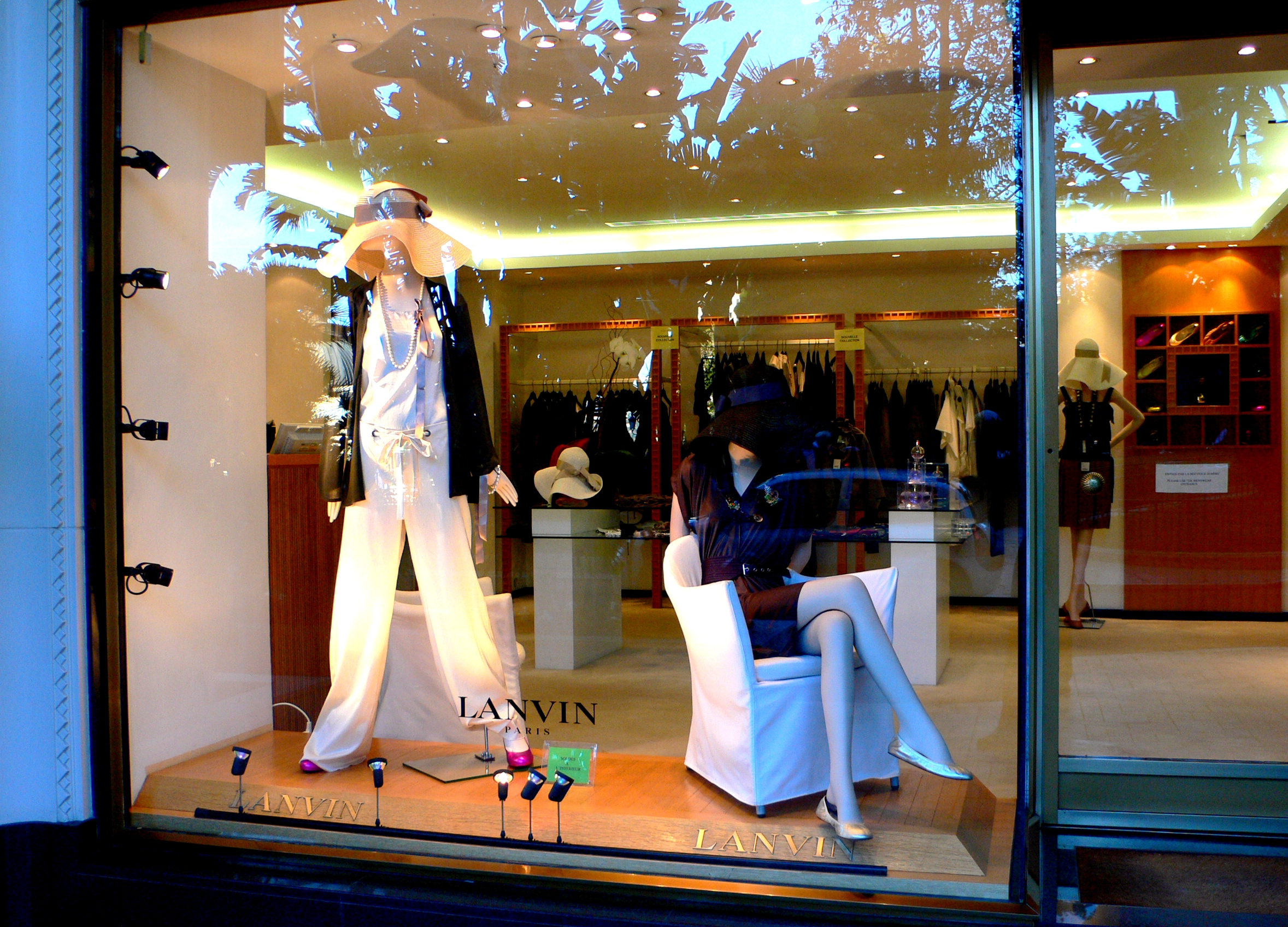
Loja Lanvin em Monte Carlo.

## Coleção doMetropolitan Museum of Art, Nova York

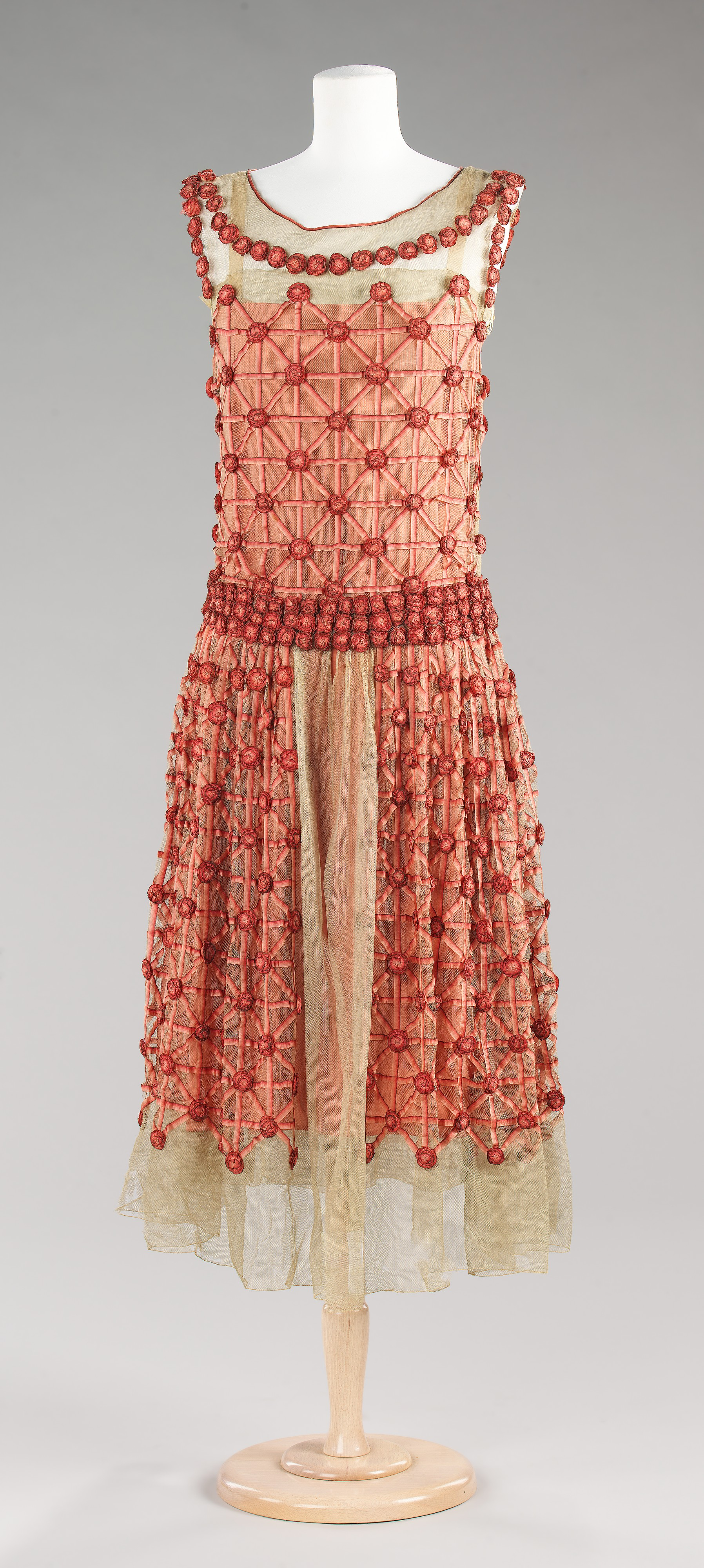
"Roseraie", vestido de noite (seda), primavera/verão 1923
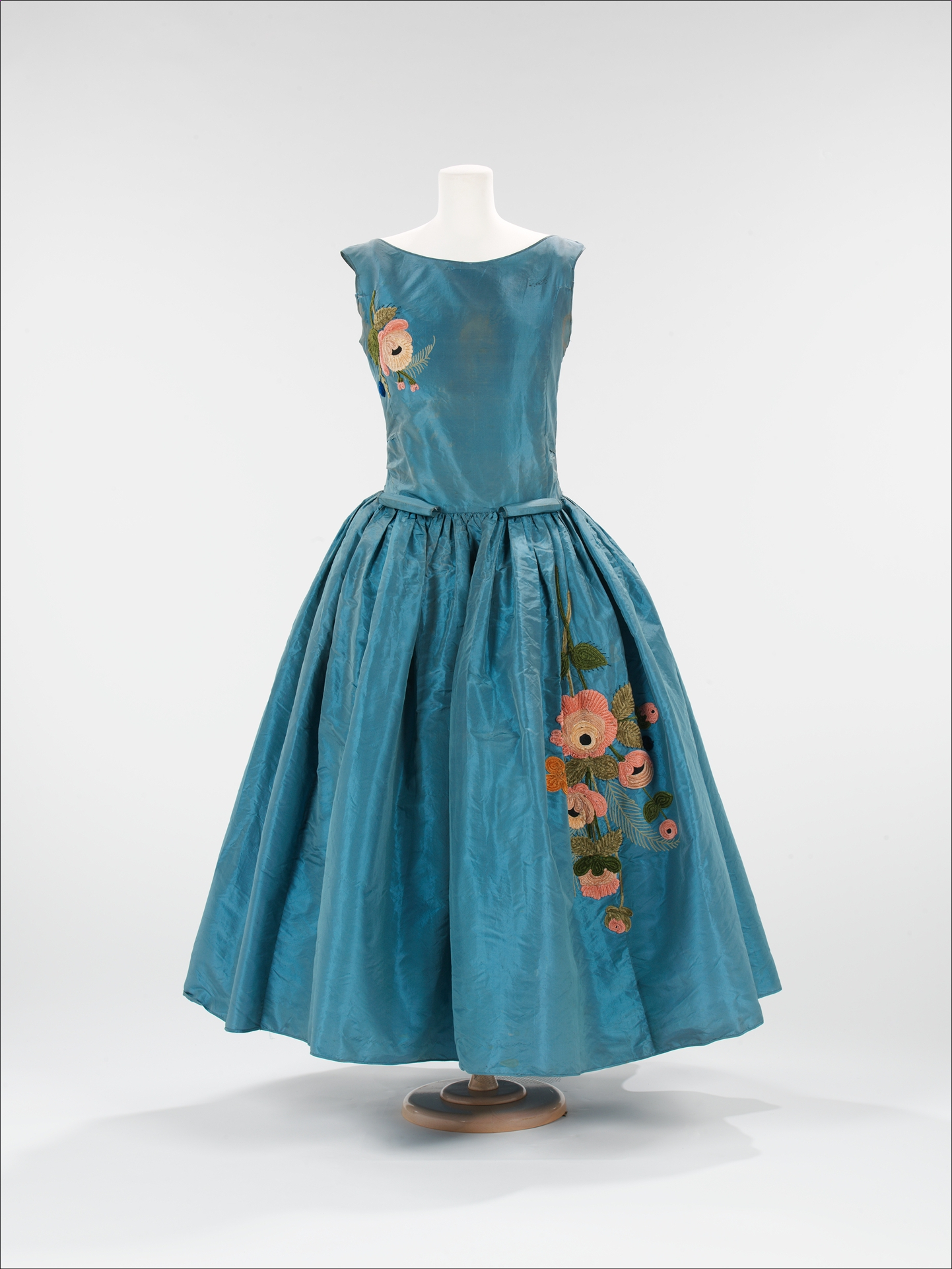
"Jolibois", vestido de noite (seda), outono/inverno 1922-23
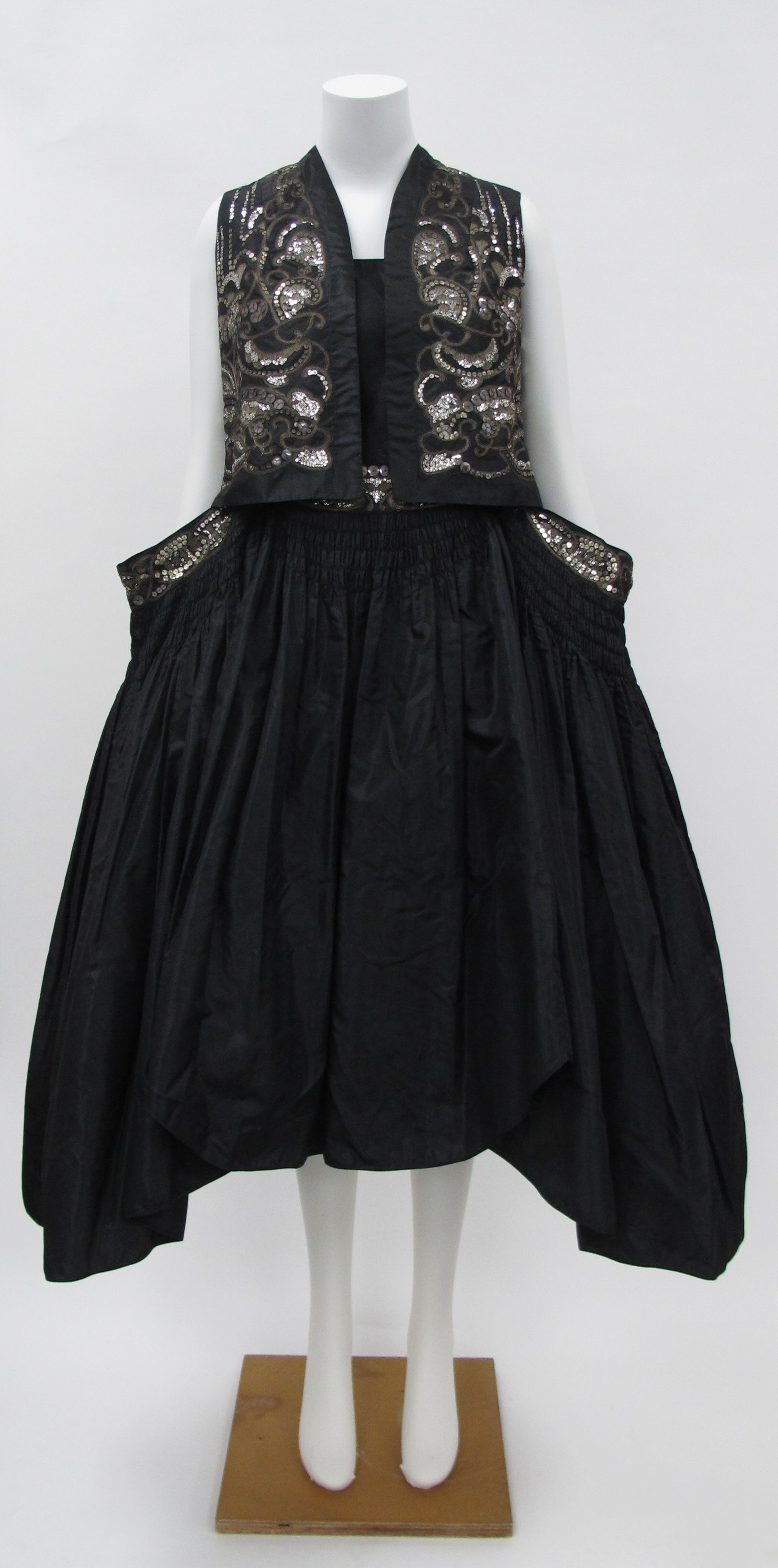
Ko.I.Noor, traje de noite (seda e metalo), primavera/verão 1927
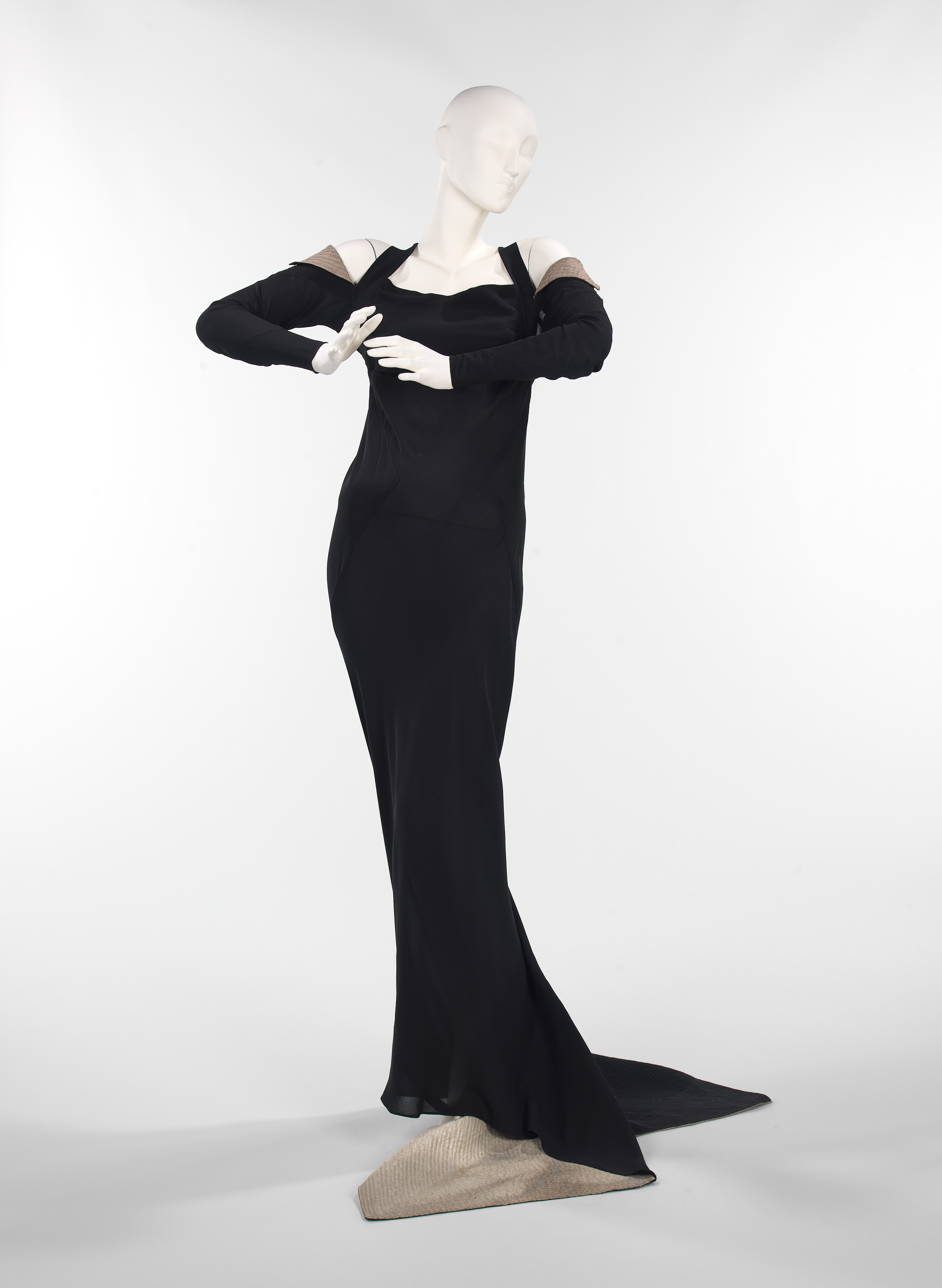
"Phèdre", vestido de noite (seda e metalo), outono/inverno 1933
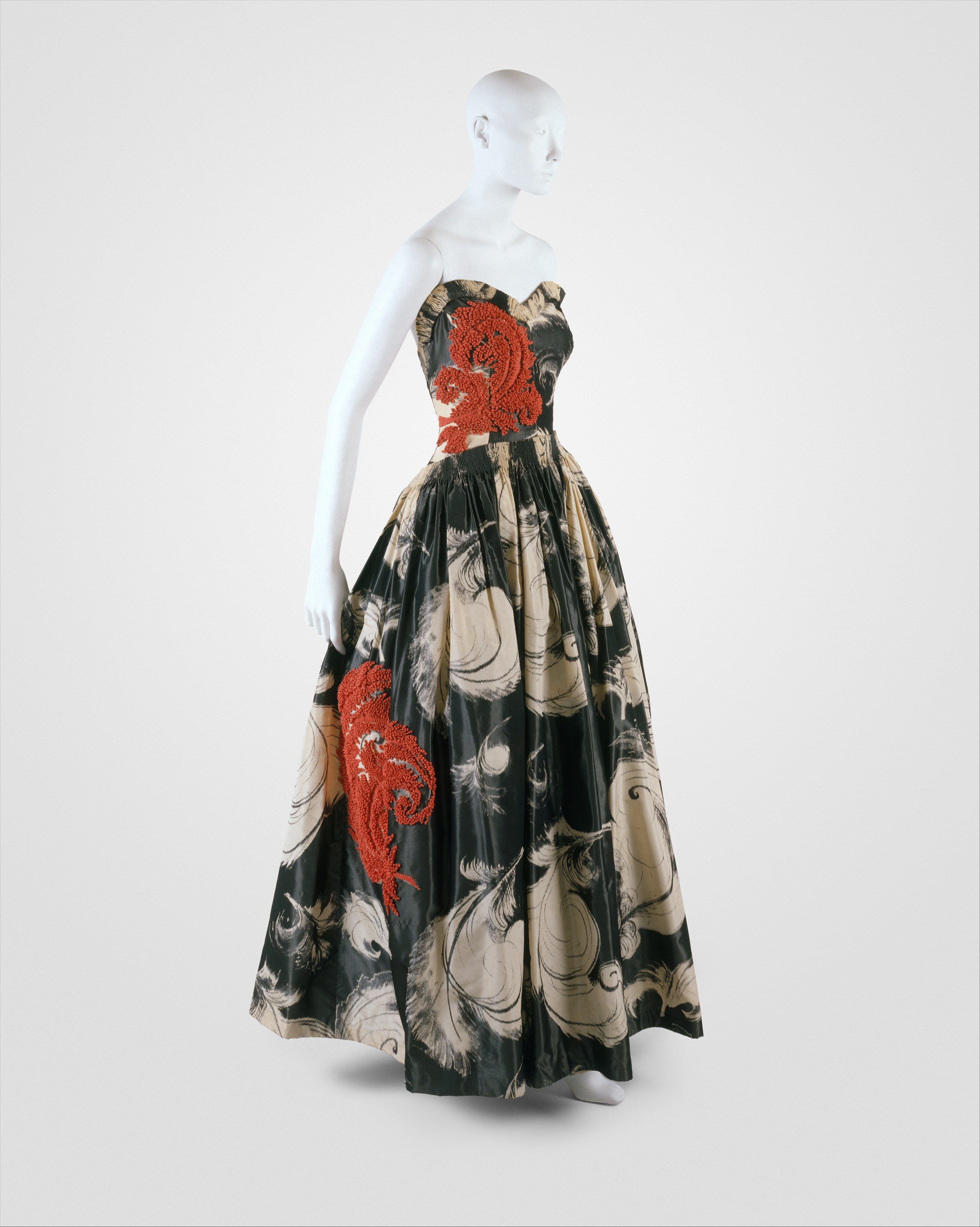
"Fusée", vestido de noite (seda), 1938
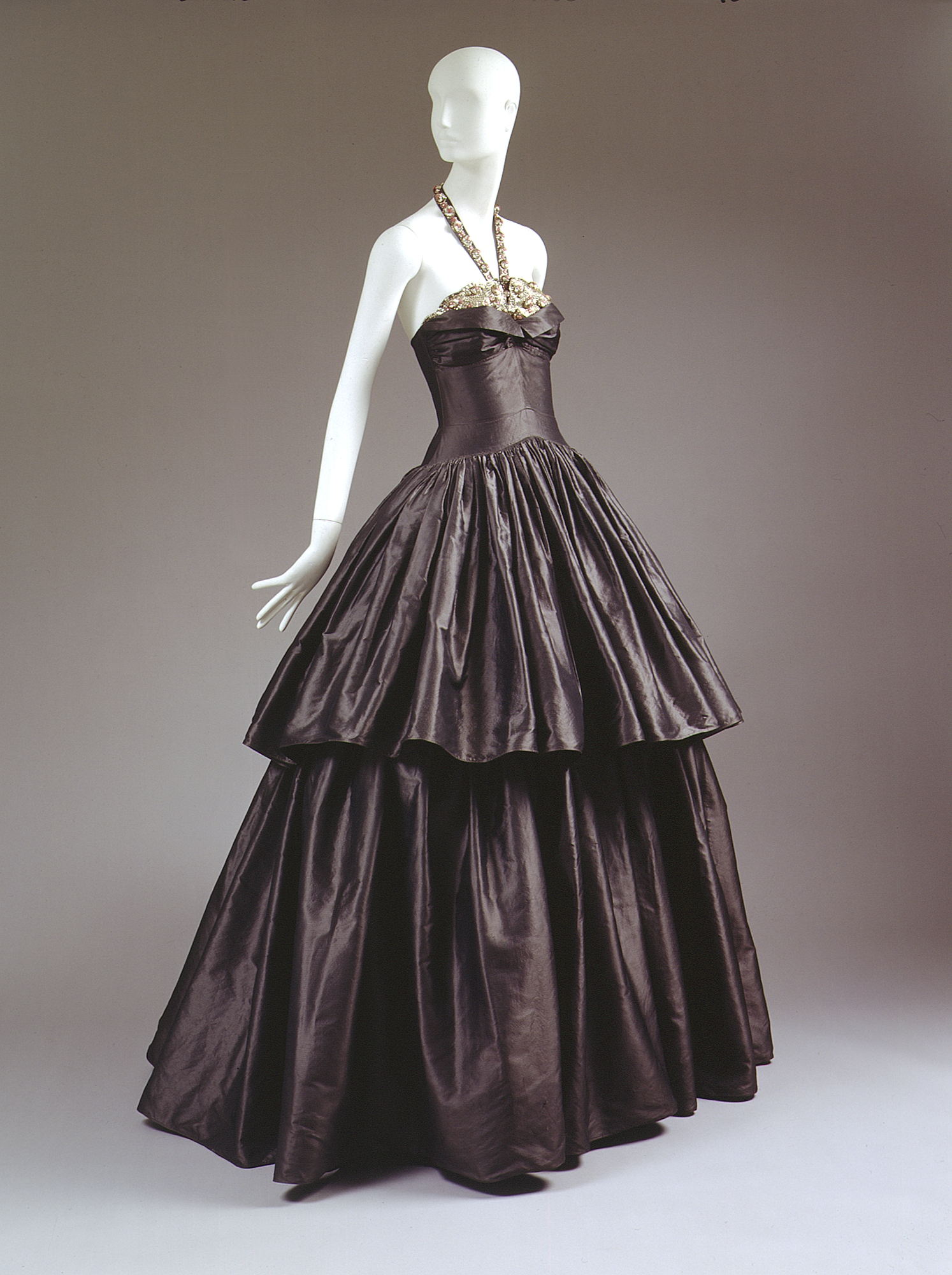
"Cyclone", vestido de noite (seda com lantejoulas), 1939